# هموستات

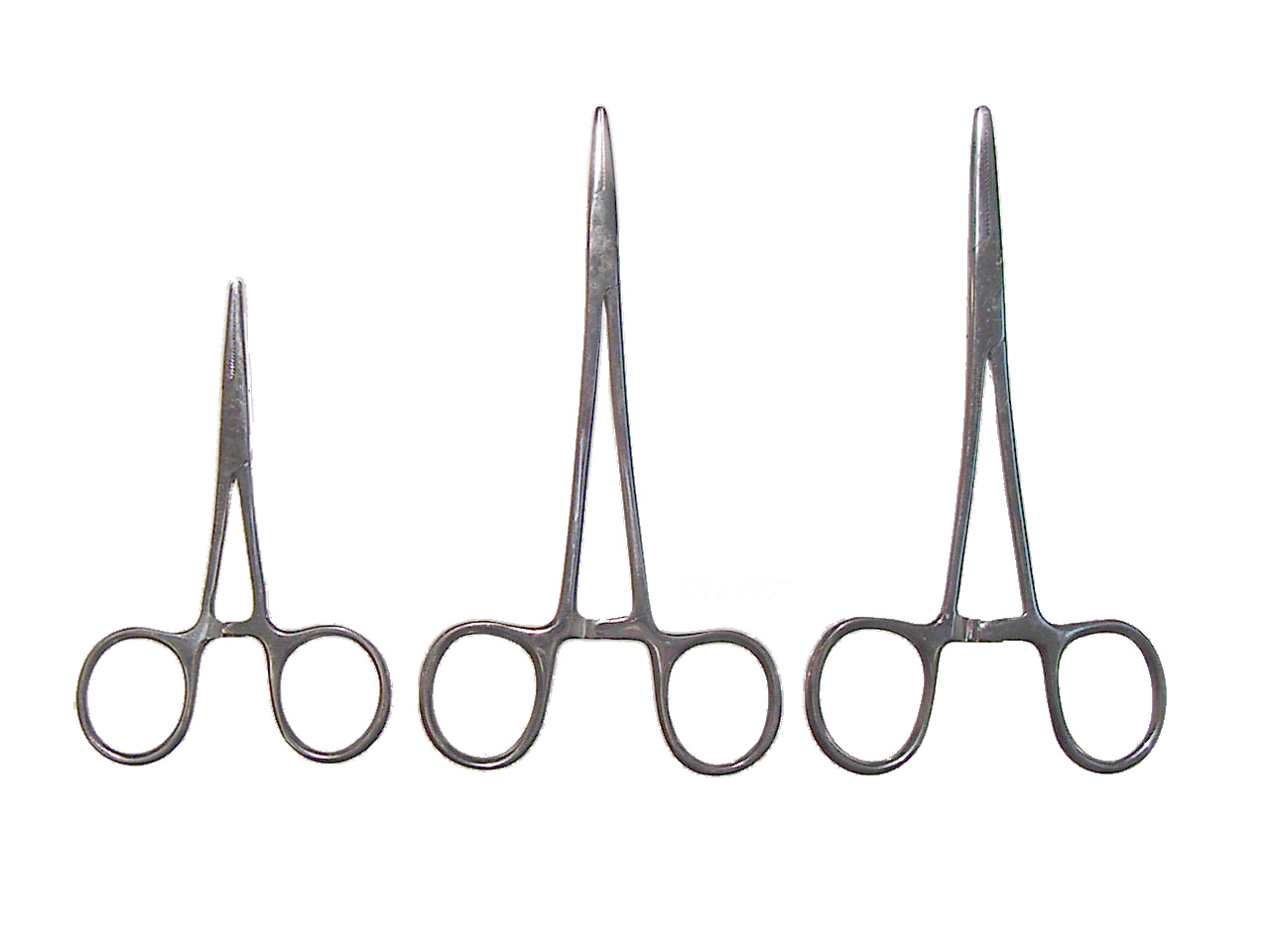
الگویی از هموستات‌ها

هموستات (به انگلیسی: Hemostat)ابزاری حیاتی جهت کنترل خون‌ریزی در جراحی می‌باشد.کلمپ هموستات (کلمپ هموستاتیک یا فورسپس شریانی)، ابزار حیاتی در انجام هرگونه عمل جراحی از قبیل عمومی یا اختصاصی محسوب شده و در هر ست جراحی یافت می‌شود.
- دهانه این ابزار به دو صورت خمیده و مستقیم می‌باشد. کاربری این ابزار در شرایط خاص توسط همین ویژگی‌ها تعریف می‌شود.
- هموستات بمانند کلمپ‌های جراحی، دارای انحنا و ساختار مشابه با آنان می‌باشد.

## انواع هموستات
- کوچر یا کوخر
- کلی
- کلمپ بندناف

## نگارخانه

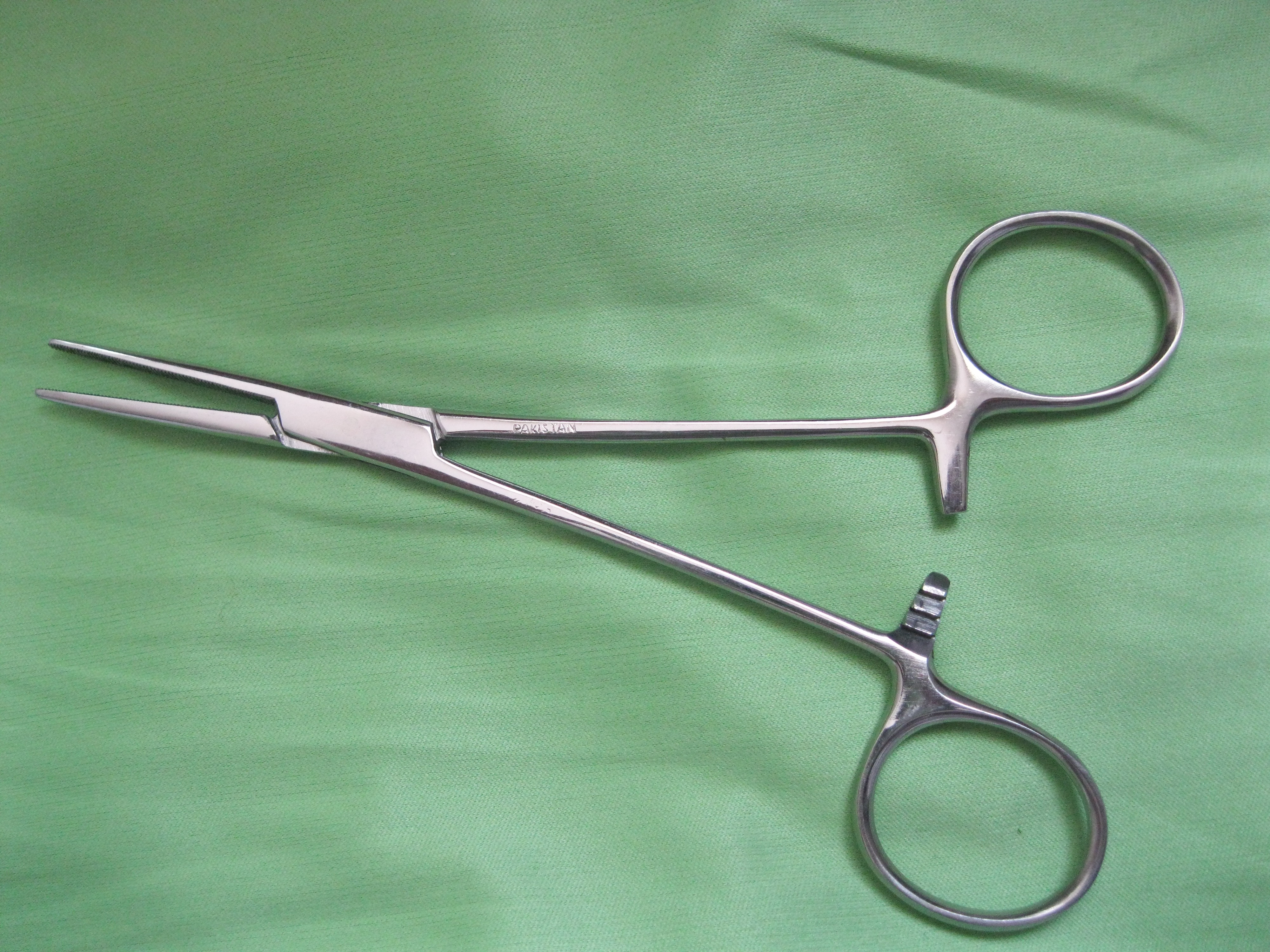
هموستات کلی
هموستات پن
کلمپ کوخر